# 上海虹橋駅
上海虹橋駅（シャンハイホンチャオえき、シャンハイこうきょうえき、簡体字中国語: 上海虹桥站、拼音: Shànghǎi Hóngqiáo zhàn）は、中華人民共和国上海市閔行区の虹橋総合交通中枢に位置する、中国国家鉄路集団（CR）上海鉄路局が管轄する駅。また、上海軌道交通（地下鉄）も乗り入れる。

## 概要
上海虹橋国際空港の西側に位置し、虹橋総合交通中枢の一部となる駅である。京滬高速鉄道、滬寧都市間鉄道、滬昆旅客専用線といった高速鉄道が乗り入れ、長距離バスターミナル(上海長途客運虹橋站)も併設されている。中国華東地区での最重要の鉄道旅客ターミナルであり、中国の高速鉄道（高鉄）の大ターミナル駅となっている。上海地下鉄の虹橋駅駅（2号線、10号線、17号線）が設置され、市内へ連絡している。
工事は京滬高速鉄道の建設工事に合わせて進められ、上海国際博覧会開催期間中の2010年7月1日に滬寧都市間鉄道が開業し使用開始され、同時に上海地下鉄2号線の駅も使用が開始された。2011年6月30日には京滬高速鉄道が開通した。

## 歴史

### 中国国家鉄路集団
- 2008年7月20日 - 着工[4]。
- 2009年4月 - 地下部の工事が終わり地上のホーム等の工事を開始[5]。
- 2010年
  - 7月1日 - 滬寧都市間鉄道の開通に伴い開業。
  - 10月26日 - 滬杭旅客専用線の開通に伴い中間駅となる。
- 2011年6月30日 - 京滬高速鉄道が開通。

### 上海軌道交通
- 2010年
  - 3月16日 - 2号線開業。この時点で当駅は既に完成していたものの、高速鉄道が未開通のため通過扱いであった。
  - 7月1日 - 滬寧都市間鉄道の開通により、2号線の当駅が開業。
  - 11月30日 - 10号線が開業。
- 2017年12月30日 - 17号線が開業[6]。
- 2020年1月23日〜2月2日 - 2号線・徐涇東-淞虹路間のトンネル改修工事により、2号線の運行停止[7]。

## 駅構造

### 中国国家鉄路集団
高速鉄道線と都市間鉄道線（滬寧都市間鉄道・滬杭旅客専用線）の共用駅で、駅の2階が待合ホール及び改札口（出発用コンコース）で、北側には車寄せが設置されている。駅舎の西端に少しだけ設置されている3階にはレストランやファストフード店がある。1階がプラットホームで、地下1階には出口（到着用コンコース）・乗車券売り場・商店街・地下鉄駅乗り場などがある。駅舎の総面積は24万平方メートルである。
出発用コンコースの広さは11,340平方メートルあり最大10,000人を収容できる。出発用コンコースに入る前に保安検査場が設けられている。改札口はプラットホーム1面ごとにある。
ホームは合計16面30線を有する。そのうち高速鉄道線用は10面19線、都市間鉄道線用は6面11線である。また、上海トランスラピッドの杭州への延長線（滬杭トランスラピッド）の駅を設置する計画が有り、ホームは10面10線で通過式となる計画である。
開業当初は都市間鉄道線用である駅の西側だけが先行供用され、上海虹橋国際空港に隣接した駅の東側は閉鎖されていた。そのため駅の乗り場に向かうエスカレーターは駅舎の一番西側だけが使われ、他の入口は閉鎖されていた。その後京滬高速鉄道の開通により駅舎の全面使用が開始された。

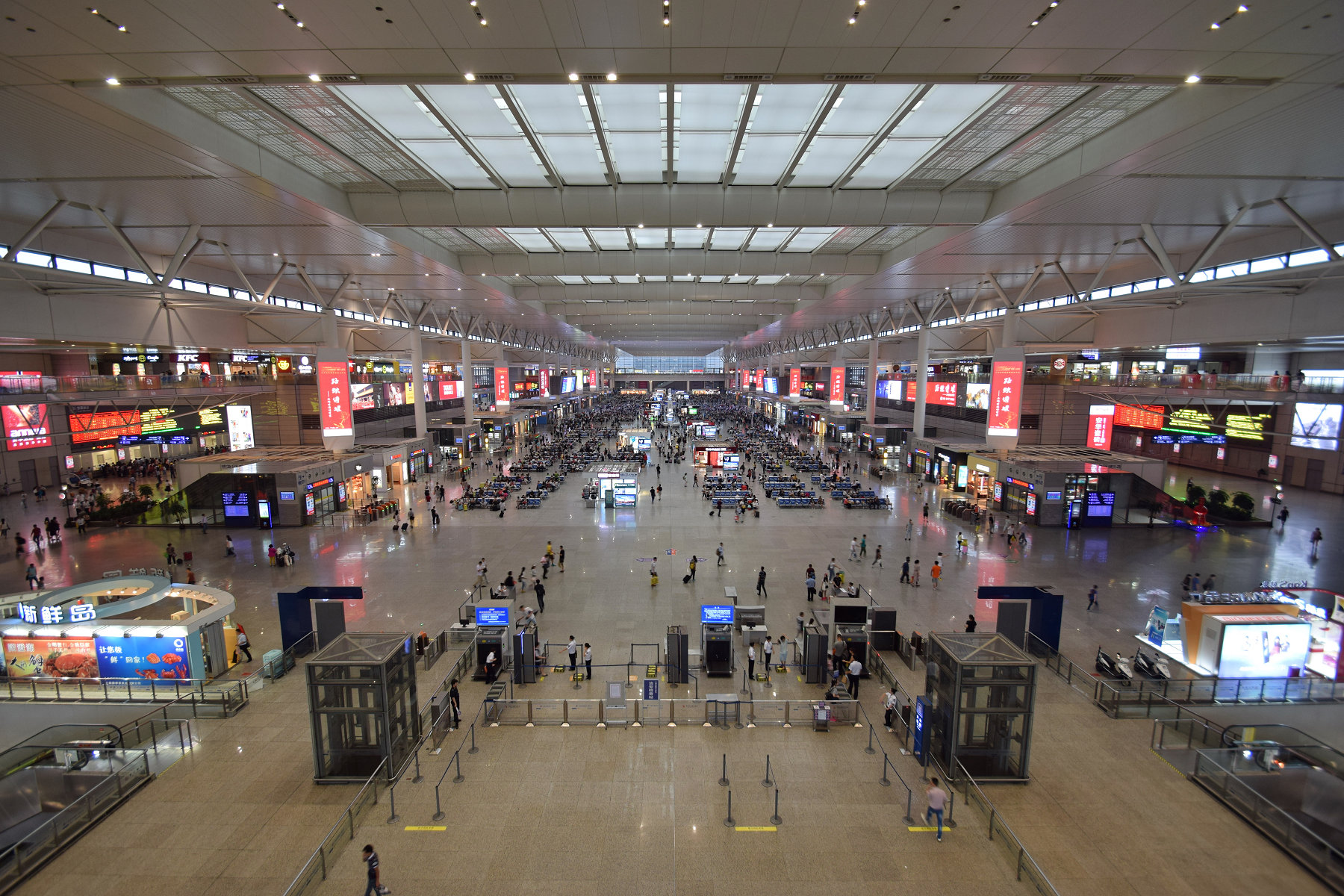
出発用コンコース（橋上）
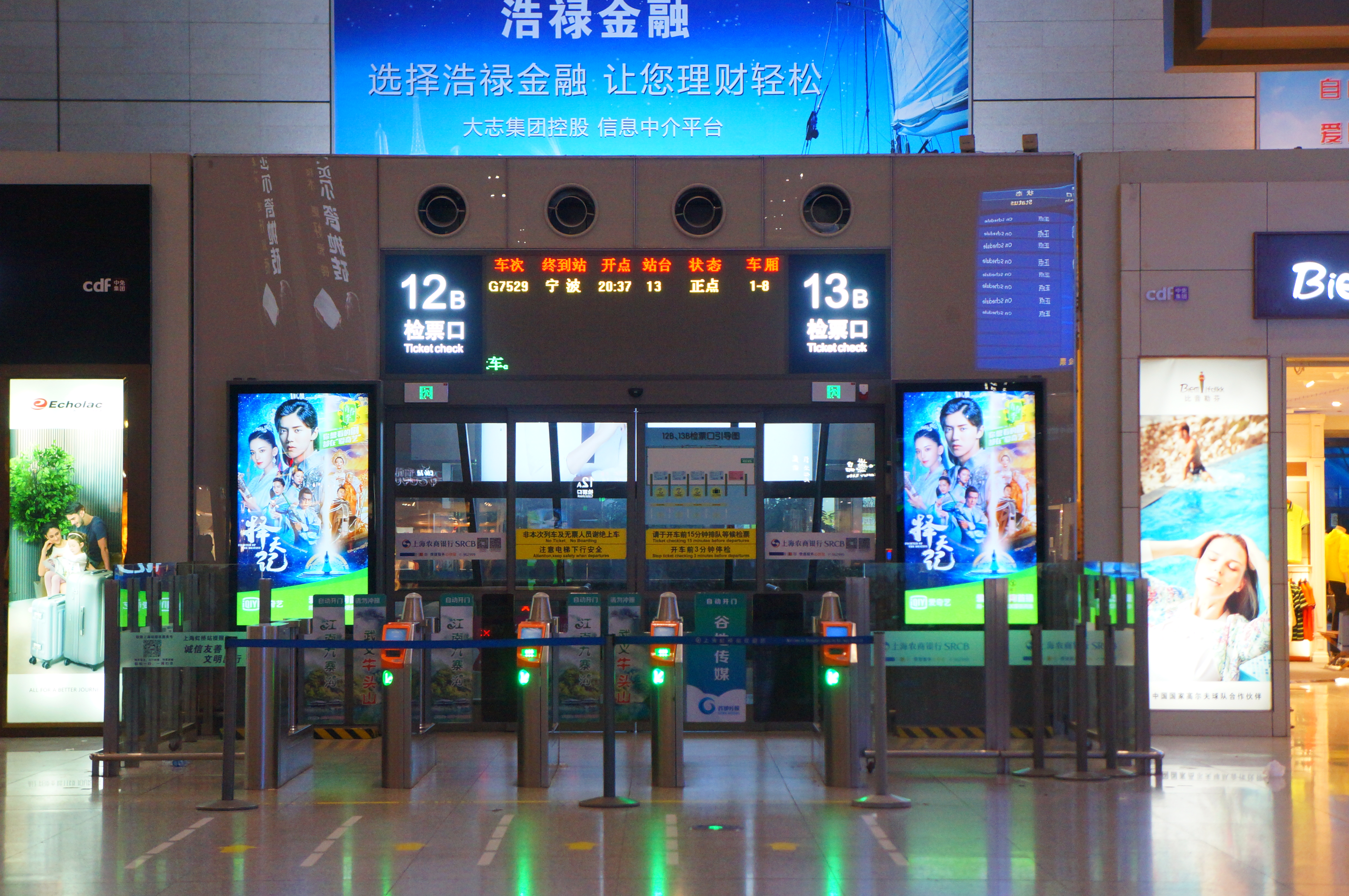
出発用改札口
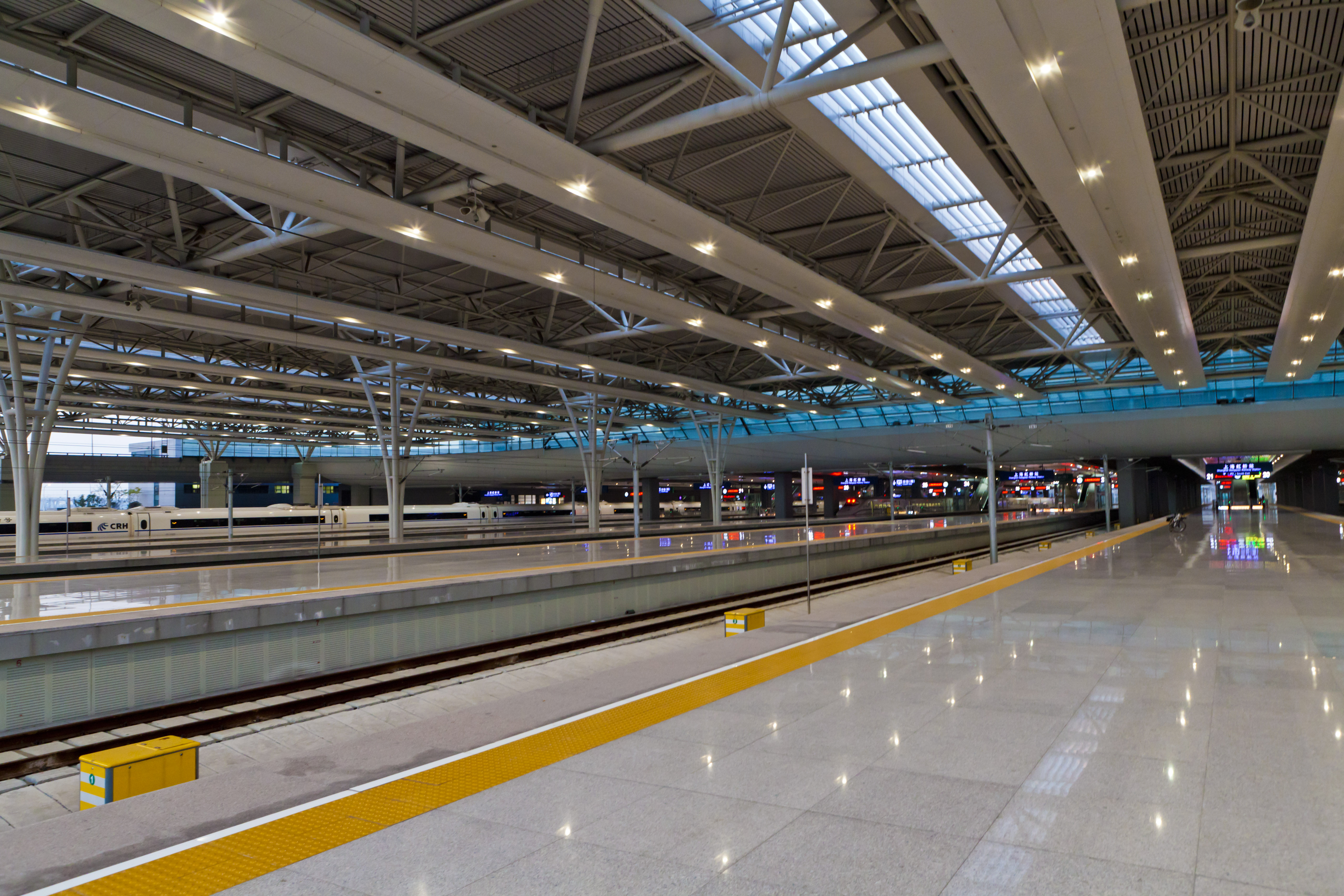
プラットホーム
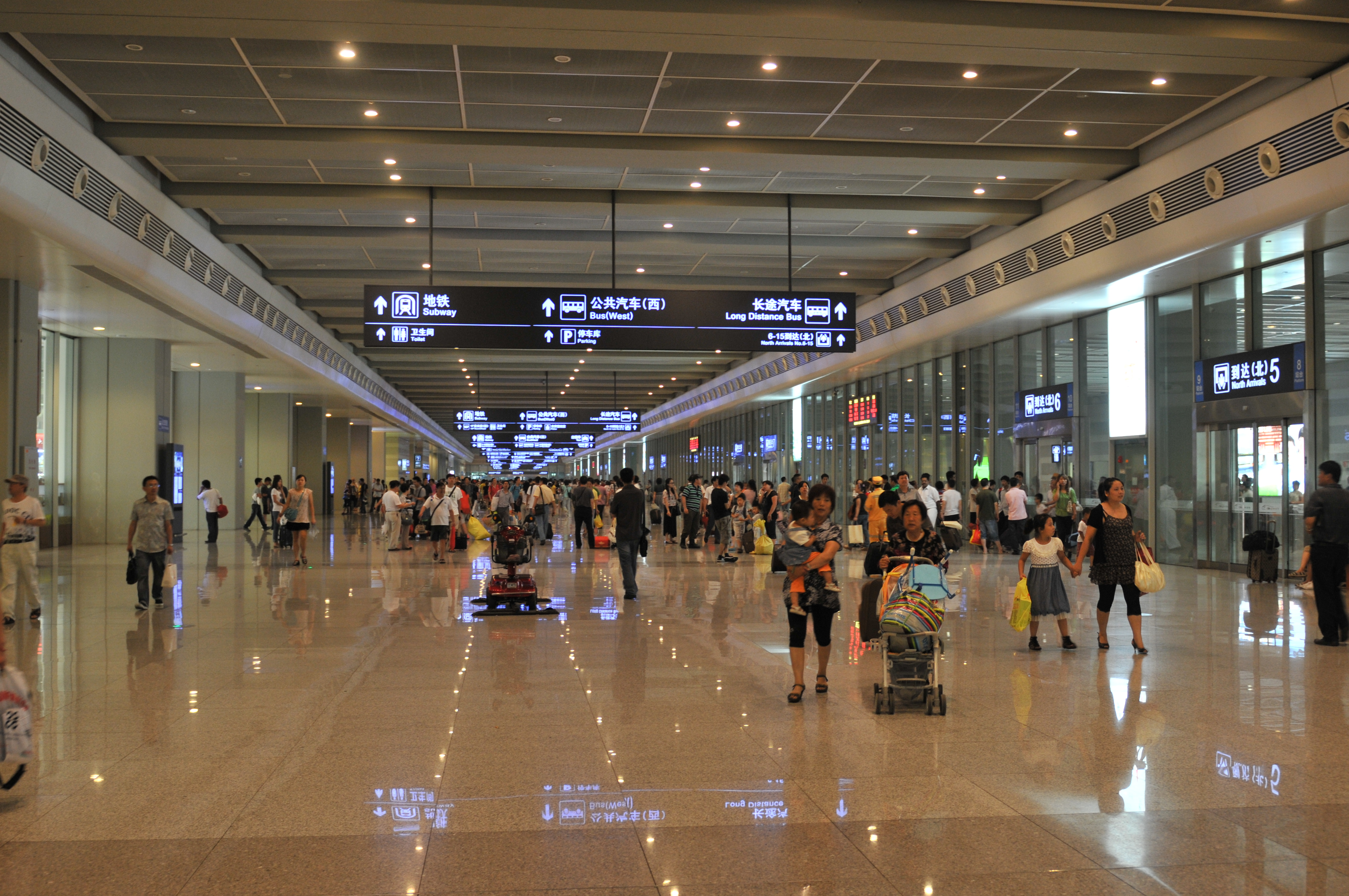
到着用コンコース（地下）
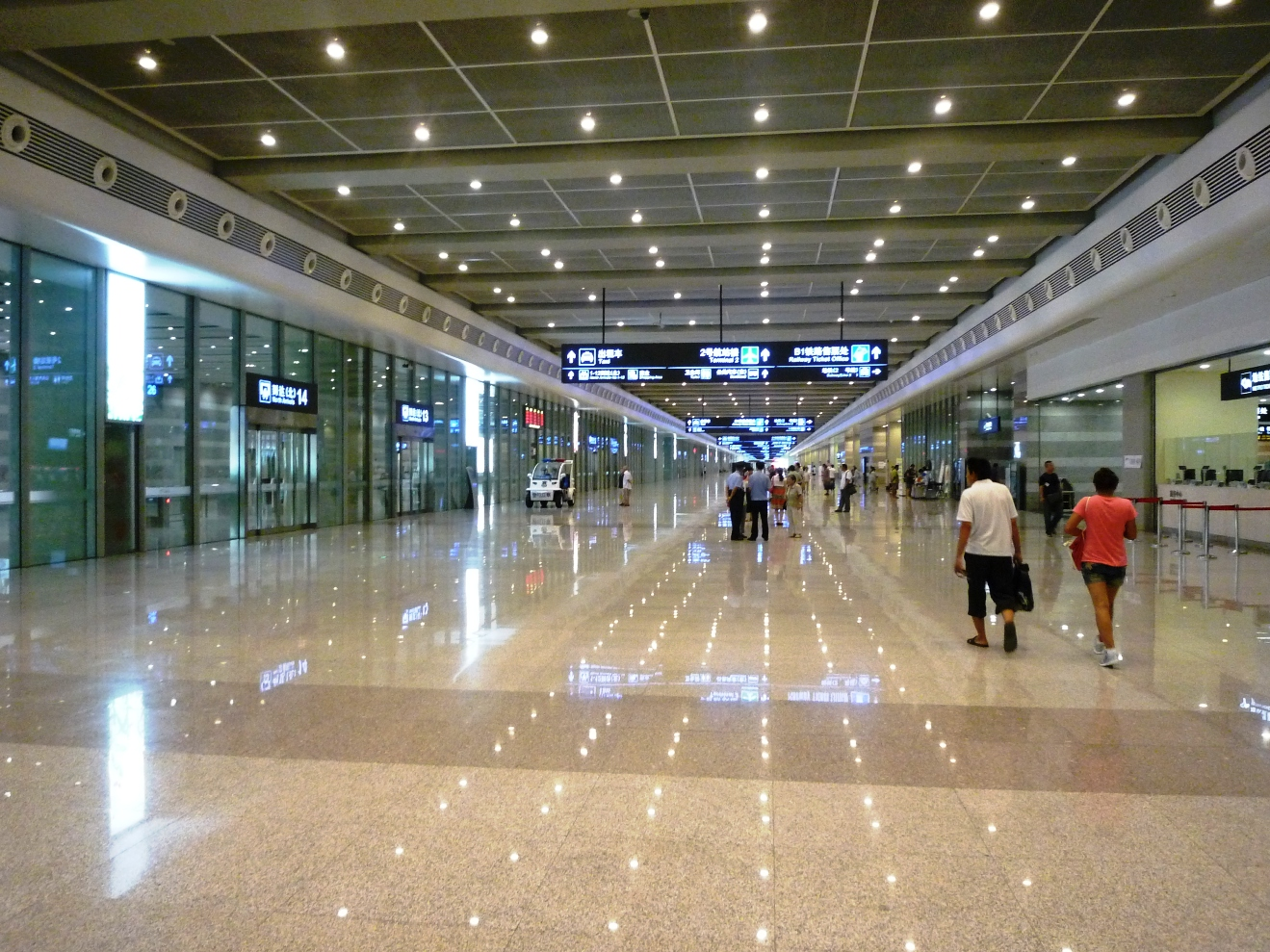
地下コンコース
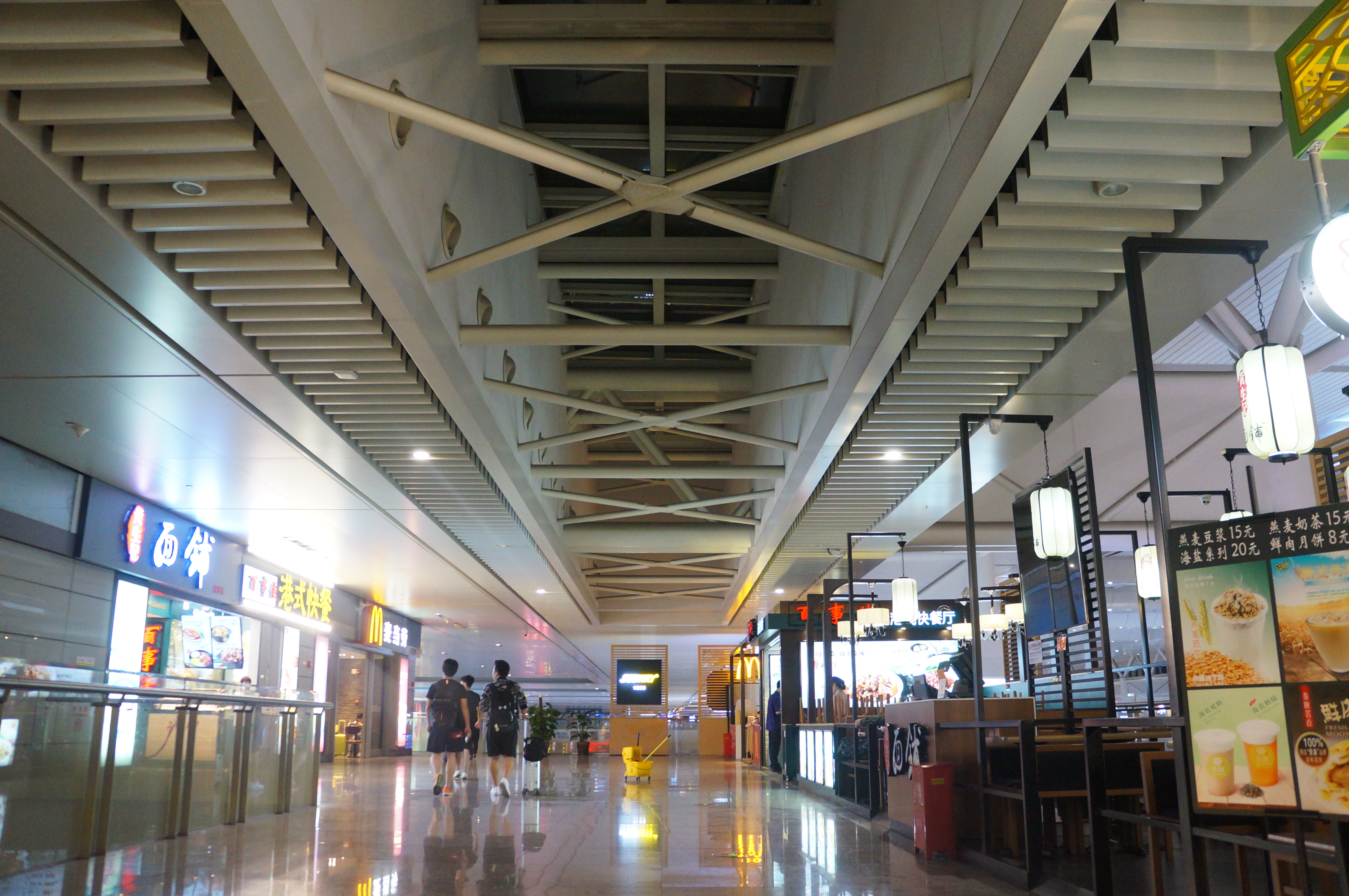
3Fレストランエリア

### 上海軌道交通
軌道交通（地下鉄）の入口は高鉄の地下コンコース階にある。入口に保安検査場が設けられてあり、そこを抜けると切符売り場や改札口がある。
2号線、10号線、17号線は同一階層にあり、3つの島式ホームを有する。2号線と17号線は対面乗り換えが可能な構造になっており、外側2線が2号線、内側2線が17号線のホームである。10号線は単一の島式ホームになっている。17号線の開業前は、軌道部分も2号線のホームとして供用しており、幅の広い島式ホームであった。17号線の着工により、それまであった島式ホームが分割されて、2号線のホームが行先別に分かれるようになった。

#### のりば
| ホーム | 路線   | 行先                                                                       | 備考 |
| ------ | ------ | -------------------------------------------------------------------------- | ---- |
| 1      | 2号線  | 国家会展中心行き                                                           |      |
| 5      | 17号線 | 朱家角・東方緑舟方面                                                       |      |
| 6      | 17号線 | 当駅止まり（下車専用ホーム）                                               |      |
| 2      | 2号線  | 上海市街 中山公園・人民広場・世紀大道・浦東1号2号航站楼方面                |      |
| 4      | 10号線 | 上海市街 虹橋路・陝西南路・南京東路・新江湾城方面 龍渓路乗り換え航中路方面 |      |
| 3      | 10号線 | 当駅止まり（下車専用ホーム）                                               |      |

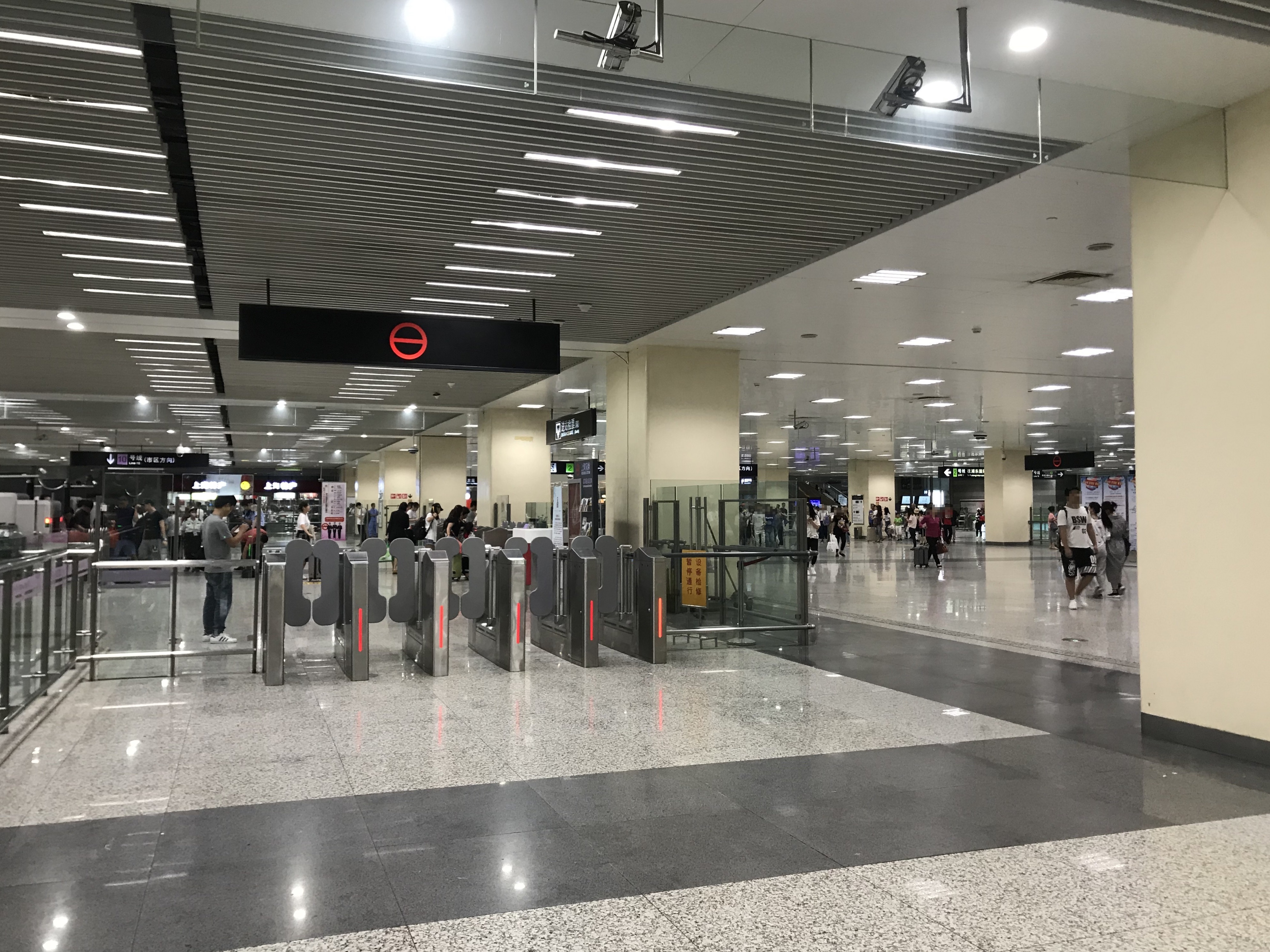
改札口
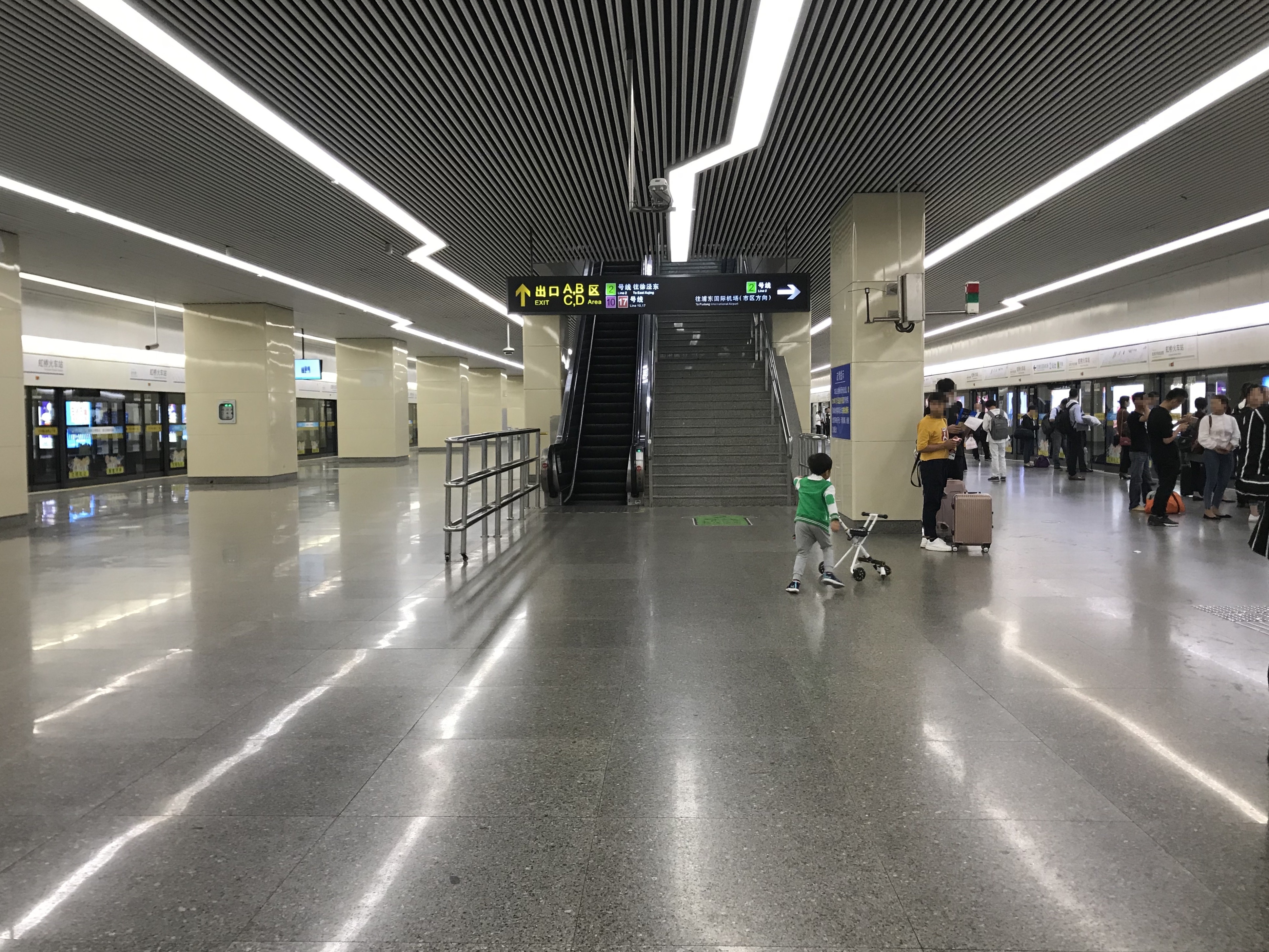
2・17号線ホーム（6・2番線）
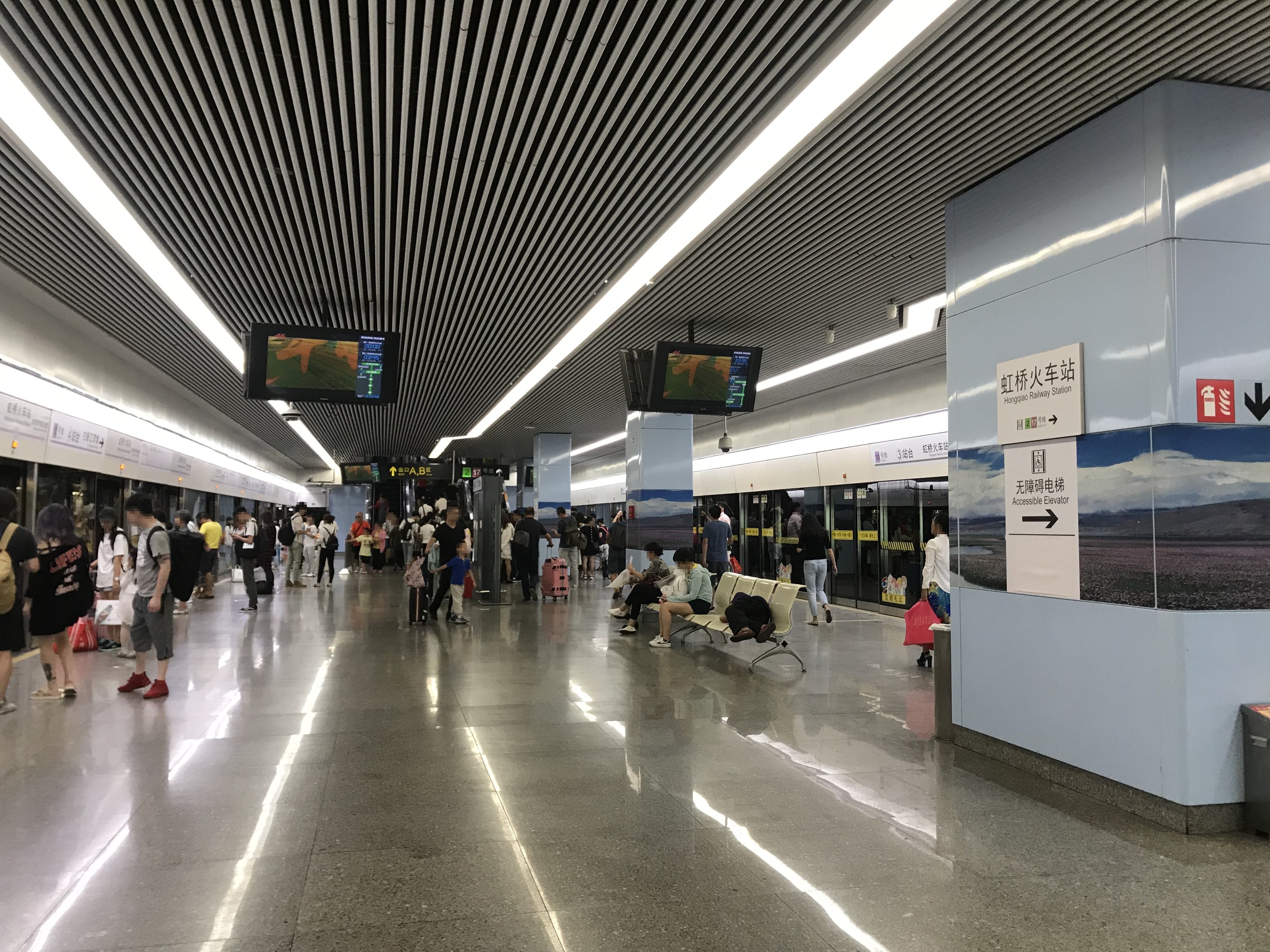
10号線ホーム（4・3番線）

## 駅周辺
- 上海虹橋国際空港第2ターミナル
- 虹橋商務区（中国語版）
- 虹橋天地北区
- 虹橋天地南区購物中心（The hub mall）
- コルディス上海虹橋
- 上海虹橋商務区管理委員会
- 冠捷大廈
- 龍湖虹橋天街購物中心
- 虹橋万科中心
- 長江商学院

## バス路線

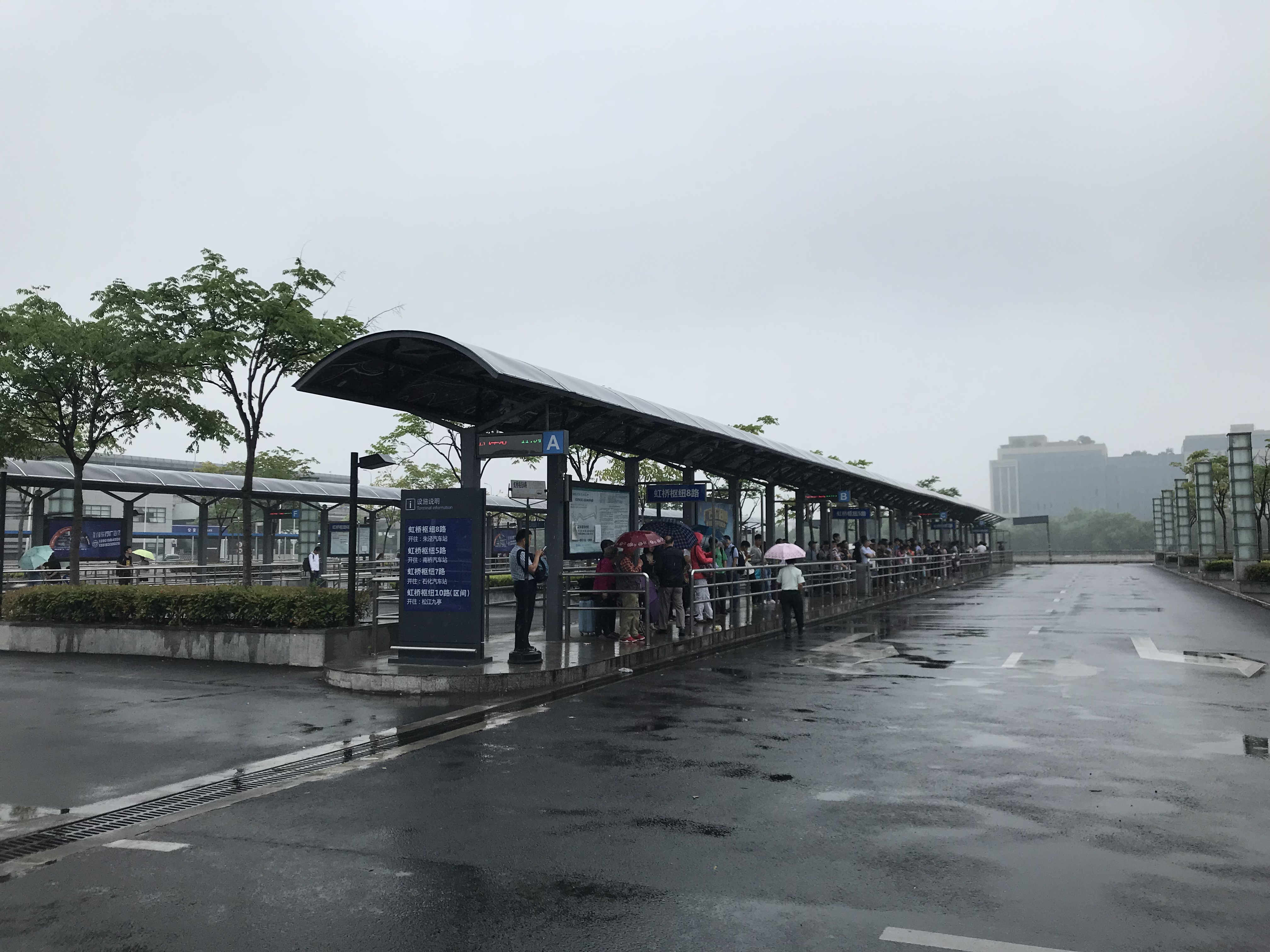
「虹橋西交通中心」バス停

「虹橋枢纽東交通中心」と「虹橋西交通中心」の2つのバス停がある。虹橋枢纽東交通中心は主に空港と上海虹橋駅の間の移動のバスが主で、虹橋西交通中心は駅舎西側に位置し主に地域輸送のバスが発着する。
| 虹橋西交通中心バス停の発着路線 |               |                |                                                         |  |
| のりば                         | 系統名        | 起点           | 終点                                                    |  |
| A                              | 虹橋枢纽8路   | 虹橋西交通中心 | 朱泾汽車站                                              |  |
| B                              | 虹橋枢纽5路   | 虹橋西交通中心 | 南橋汽車站                                              |  |
| C                              | 虹橋枢纽7路   | 虹橋西交通中心 | 石化汽車站                                              |  |
| D                              | 未開通        | 未開通         | 未開通                                                  |  |
| E                              | 虹橋枢纽10路  | 虹橋西交通中心 | 松江城東站。                                            |  |
| F                              | 虹橋枢纽6路   | 虹橋西交通中心 | 漕盈路站                                                |  |
| G                              | 虹练定班線    | 虹橋西交通中心 | 练塘汽车站                                              |  |
| H                              | 虹橋枢纽5路   | 虹橋西交通中心 | 南橋汽车站                                              |  |
| H                              | 虹橋枢纽1路   | 虹橋西交通中心 | 上海南駅（北広場）                                      |  |
| H                              | 320路         | 虹橋西交通中心 | 延安東路中山東一路                                      |  |
| H                              | 835路         | 申昆路枢纽站   | 申昆路枢纽站                                            |  |
| I                              | 未開通        | 未開通         | 未開通                                                  |  |
| J                              | 未開通        | 未開通         | 未開通                                                  |  |
| K                              | 閔行23路      | 寧虹路申浜路   | 申長路甬虹路                                            |  |
| L                              | 173路         | 莘荘地鉄駅     | 金耀路鶴霞路（江橋） 金耀路鶴霞路方面の片側方面のみ停車 |  |
| L                              | 189路（区間） | 虹橋西交通中心 | 紀王                                                    |  |

## 隣の駅
中国国家鉄路集団
京滬高速鉄道
崑山南駅 - 上海虹橋駅
滬寧都市間鉄道
上海虹橋駅 - 安亭北駅
滬昆旅客専用線
上海虹橋駅 - 上海松江駅
上海軌道交通
 2号線
国家会展中心駅 - 虹橋火車站駅 - 虹橋2号航站楼駅
 10号線
虹橋2号航站楼駅 - 虹橋火車站駅
 17号線
虹橋火車站駅 - 諸光路駅